# Расос

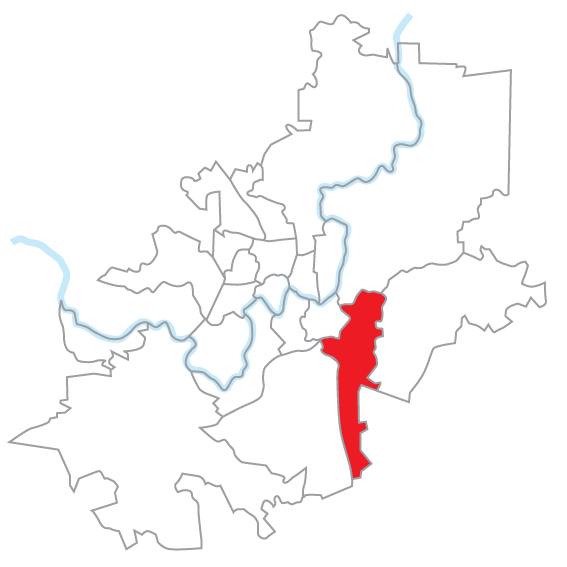
Расос староство

Ра́сос (лит. Rasos) — один из районов Вильнюса, расположенный к юго-востоку от центральной части города; образует староство (сянюнию; Rasų seniūnija).
На территории староства располагаются кладбище Расу, Маркучяй с Литературным музеем А. С. Пушкина, парк и развлекательно-рекреационный центр Бельмонтас. Большую часть территории занимают леса. Площадь территории староства 12,7 км2. По данным переписи населения (2001), на ней проживает около 13100 жителей.

## Галерея

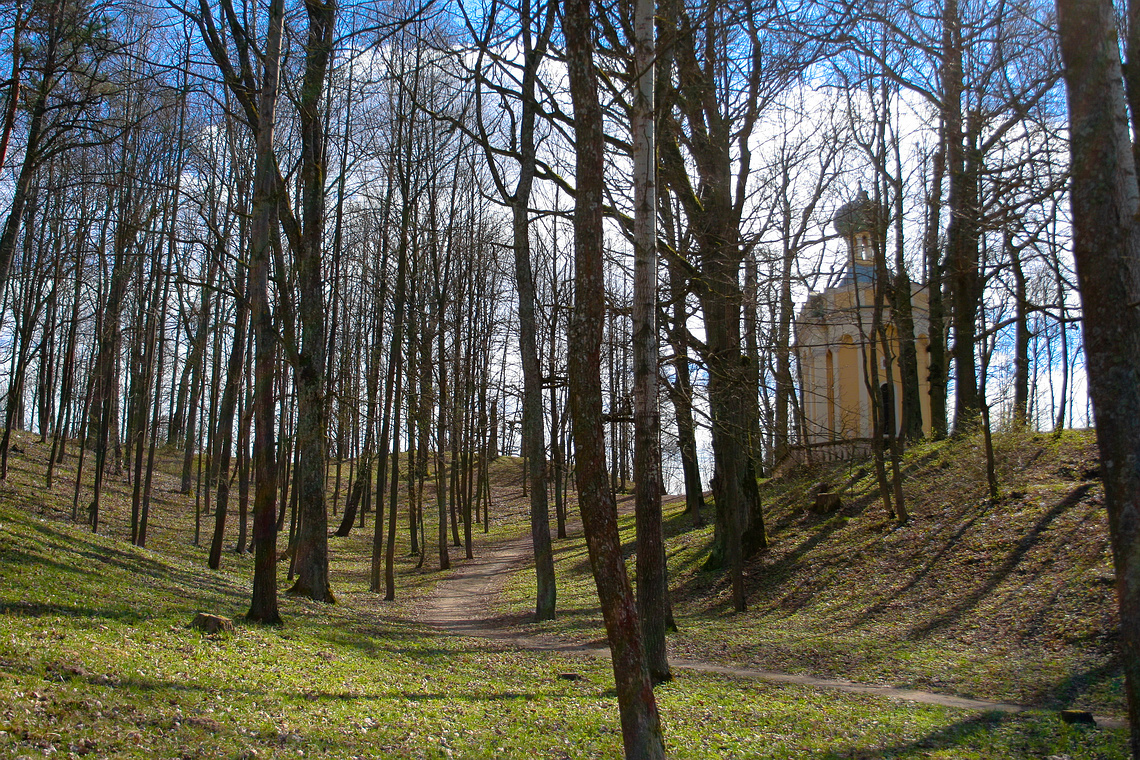
Парк в Маркучяй
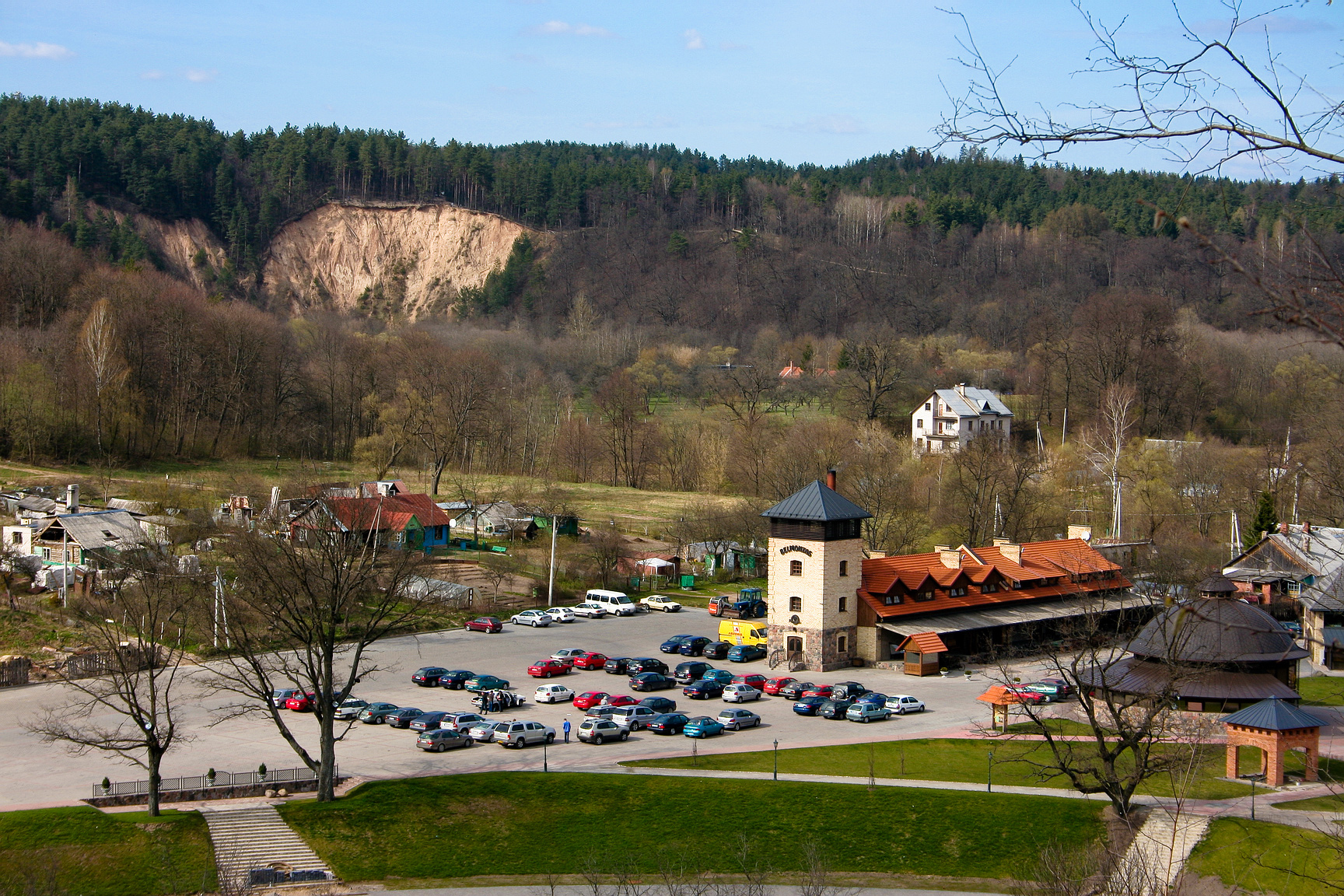
Бельмонтас
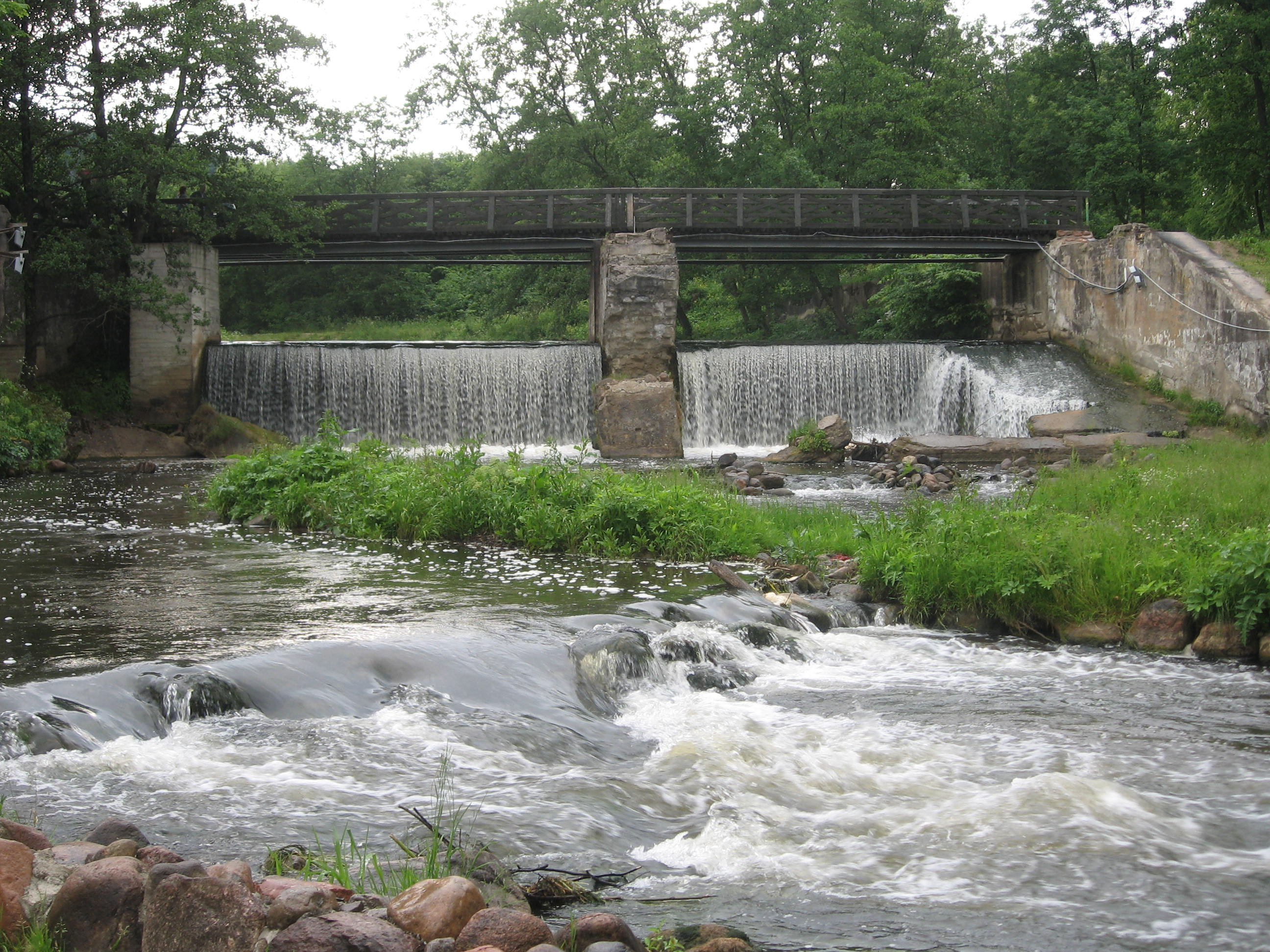
Водопад в Бельмонтасе
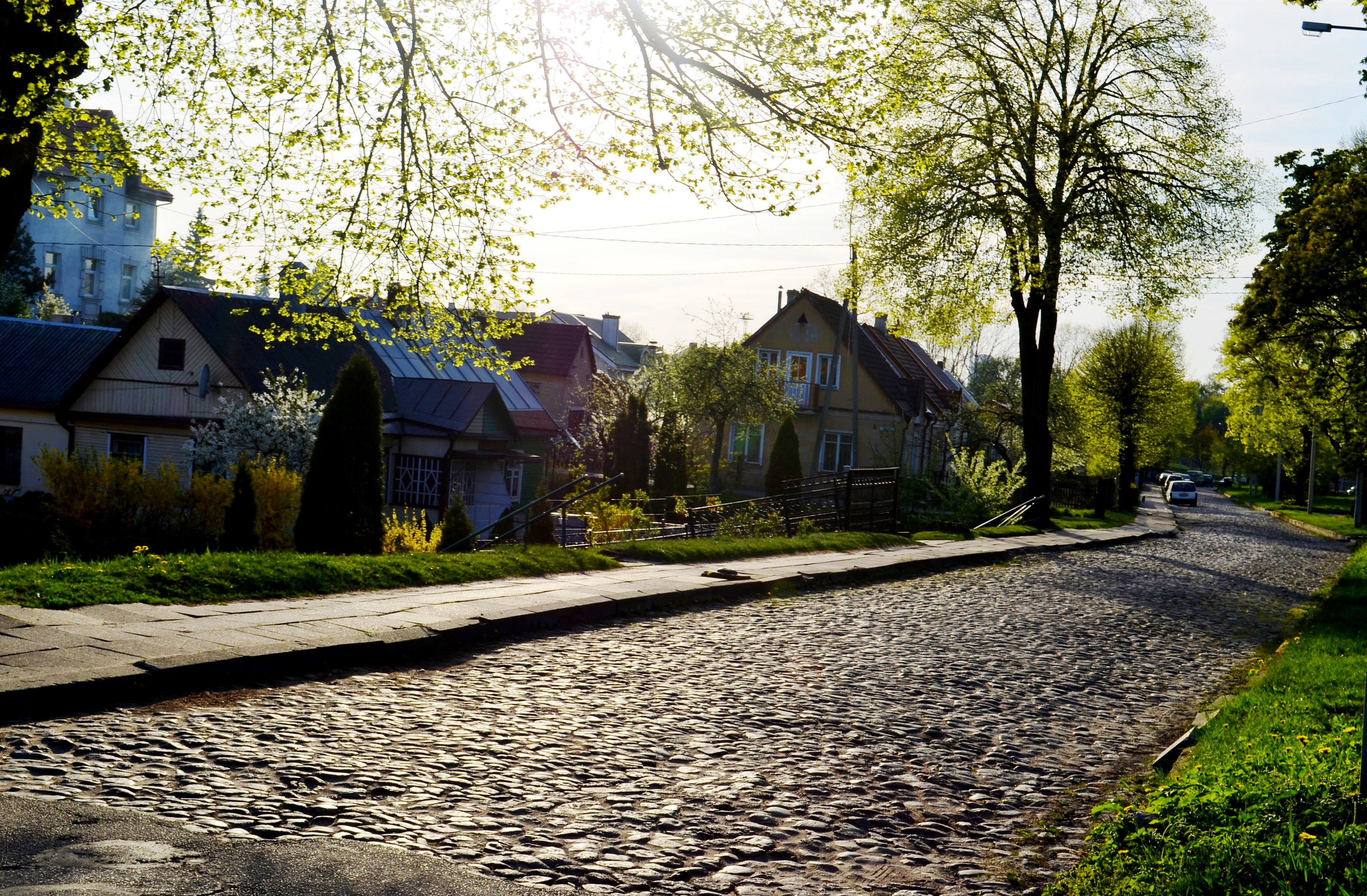
Улица Рамибес